# Leysin
Leysin este un oraș în Elveția.